# غريس فرانك
غريس فرانك (بالإنجليزية: Grace Frank)‏ هي أستاذة جامعية أمريكية، ولدت في 28 يونيو 1886 في نيو هيفن في الولايات المتحدة، وتوفيت في 22 مارس 1978 في بالتيمور في الولايات المتحدة.